# Maghreb
Maghreb (arab. ‏المغرب‎ al-Maġrib, dosłownie: ‘zachód’) – określenie stosowane przez Arabów w stosunku do regionu północno-zachodniej Afryki, powstałe w czasie ekspansji arabskiej w średniowieczu. Nazwa ta przyjęła się również w językach europejskich i odnosiła do Maroka, Algierii i Tunezji, a współcześnie również do Libii, Mauretanii i Sahary Zachodniej. Państwa Maghrebu współpracują ze sobą w ramach Arabskiej Unii Maghrebu.

## Wielki Maghreb
Wielki Maghreb – nacjonalistyczna idea, która zrodziła się w latach 30. XX wieku w Maroku. Miał on obejmować oprócz Maroka Mauretanię, saharyjskie posiadłości Hiszpanii (obecnie Sahara Zachodnia) i część algierskiej Sahary.

## Migranci w Europie
Liczba migrantów z Maghrebu (liczona w tysiącach) w poszczególnych państwach europejskich (stan na 2017):
| Państwo osiedlenia | z Maroka | z Algierii | z Tunezji |
| ------------------ | -------- | ---------- | --------- |
| Francja            | 1500     | 1700       | 670       |
| Belgia             | 550      | 80         | 25        |
| Holandia           | 460      | 80         | 25        |
| Hiszpania          | 900      | 64         | –         |
| Włochy             | 520      | 60         | 190       |
| Wielka Brytania    | 70       | 250        | –         |
| Niemcy             | 200      | 30         | 86        |
| Łącznie w Europie  | 4190     | 2184       | 1666      |